# 六藝論
東漢鄭玄所撰寫的經學著作，已散佚，今存輯本約十種。

## 外部連結
- 曾聖益，〈鄭玄《六藝論》十種輯斠[永久]〉。